# Václav Emanuel Mourek
Václav Emanuel Mourek (20. srpna 1846 Luh u Přeštic – 24. října 1911 Praha) byl český univerzitní profesor, germanista a anglista, lexikograf, autor cestopisů a překladatel z angličtiny.

## Biografie
V letech 1867–1871 vystudoval na Univerzitě Karlově klasickou a německou filologii. Roku 1894 byl na této univerzitě jmenován řádným profesorem německé filologie.
Je autorem druhého nejstaršího anglicko-českého a česko-anglického slovníku (první anglicko-česká část vyšla v roce 1879, druhá česko-anglická část vyšla 1882) a byl to první docent germanistiky v Českých zemích (1884) (habilitační. práce Syntaxis slovesa v evangeliu sv. Lukáše gotského překladu Ulfilova).
Svými statěmi přispíval do časopisů, například Krok (3).
Zemřel roku 1911 a byl pohřben na Olšanských hřbitovech.

## Dílo
- Vlastní silou (1877), z anglického originálu Self-Help; with Illustrations of Character and Conduct (1859) od Samuela Smilese
- Slovník jazyka anglického i českého. Díl anglicko-český (1879)
- Slovník jazyka českého i anglického. Díl česko-anglický (1882)
- Syntaxis složených vět v gótštině (1893)
- Grammatika středo-horno-německá (sic, 1908)
- Gotská mluvnice (sic, 1910)